# Аргауэр, Йозеф
Йозеф «Пепи» Аргауэр (нем. Josef „Pepi“ Argauer), полное имя — Йозеф Карл Людвиг Аргауэр (нем. Josef Karl Ludwig Argauer; 15 ноября 1910 года, Зиммеринг, Вена, Австро-Венгрия — 10 октября 2004 года, Оттакринг, Вена, Австрия) — австрийский футболист и тренер. Основатель мини-футбольного турнира Винер Штадтхалле, тренер сборной Австрии на чемпионате мира 1958 года.

## Карьера футболиста
Йозеф Аргауэр родился 15 ноября 1910 года в венском районе Зиммеринг на Кайзер-Эберсдорфер-штрасе, 18. После окончания Первой мировой войны слишком много мальчишек хотело играть за «Зиммеринг», поэтому 1 декабря 1924 года в возрасте 14-ти лет (в то время до 14 лет нельзя было играть за клуб) он стал игроком «Винер АК». До 1930 года Аргауэр играл за этот клуб, также играя за юниорские сборные Австрии.
В возрасте 20 лет перешёл в «Фаворитнер Шпортклуб», а затем играл за «Рудольфсхюгель». Формально Аргауэр уже был профессионалом, хотя, как он утверждал впоследствии, контрактов ни у кого не было и тренировки были только два раза в неделю.
Затем Аргауэр, работавший в промышленности неполную рабочую неделю, участвовал в основании команд «Sportklub Burgtheater» и «Винер Разеншпортфройнде», оба игравших во второй лиге — а затем занимая пост заведующего отделением венской фабрики компании «Ditmar-Brünner» участвовал в основании клуба «SG Demon». В 1939 году «SG Demon» был преобразован путём слияния в «Ландштрасер». Карьера Аргауэра продолжалась до ранения в 1944 году. Последний раз он играл за «Ландштрасер» против голландской сборной в Граце 12 января 1944 года, где отметился убойным голом после штрафного.

## Карьера тренера
В 1945 году Аргауэр попал в советский плен. Вернувшись из плена в июле того же года, он встретил Франца Думзера, который уговорил его возглавить «Зиммеринг», который тогда выступал в Аматёрклассе. Через Венскую лигу клуб выиграл Штадтслигу B в сезоне 1950/51, потерпев лишь одно поражение. В сезоне 1956/57 Аргауэр вместе со своим коллегой-тренером Йоханном Хофштаттером занял 5-е место, что стало лучшим результатом в карьере в «Зиммеринге». В клубе работал до 1961 года, после чего Йоши Вальтер пригласил его в «Аустрию (Вена)» на должность технического консультанта. В этой должности он работал до 1968 года.
21 апреля 1956 года вместе с Йозефом Мольцером возглавил сборную Австрии. Они вывели команду на чемпионат мира 1958 года, где проиграли сборной Бразилии (0:3) и СССР (0:2) и сыграли вничью 2:2 со сборной Англии. 9 августа 1958 года Аргауэр и Мольцер покинули пост тренеров сборной Австрии. За это время было проведено 18 матчей: 7 побед, 6 ничьих, 5 поражений и разница мячей 37-27 (+10).
В конце 1960-х годов работал в австрийской газете Express, которая запретила своим сотрудникам работать в футбольных клубах. Аргауэр работал в газете до июля 1971 года, когда он возглавил «Винер Шпорт-Клуб». Вместе с клубом в 1972 году дошёл до финала кубка Австрии. В нём работал до 29 августа 1974 года, когда он ушёл по собственному желанию, ибо из-за реформы чемпионата «Винер Шпорт-Клуб» вылетел во второй дивизион; его преемником стал Эрих Хоф.
В январе 1975 года Йоши Вальтер пригласил Аргауэра на пост главного тренера «Аустрии/ВАК» до конца сезона после ухода Роберта Динста. После окончания сезона стал работать в клубе в качестве скаута, найдя для «Аустрии» таких футболистов, как Зигфрид Айгнер, Йоханн Диханих, Йоханн Драбек, Ханс-Петер Фрювирт, Харальд Гамауф, Йозеф Хайлинг, Йозеф Хиккерсбергер, Карл Кодат, Эдуард Кригер, Томас Мандль, Томас Паритс, Антон Пфеффер, Антон Реш, Альфред Ридль, Роберт Зара, Франц Цах и других. Помимо этого работал журналистом на радио и в нескольких газетах.

## Мини-футбол
После начала розыгрыша Кубка европейских чемпионов у команд не стало возможностей выезжать на зимние турне, поэтому Аргауэр решил организовать внутренний турнир. Изначально Австрийский футбольный союз и клубы назвали эту идею безумием. Во время чемпионате мира 1958 года в Швеции Йозеф Аргауэр увидел, как футболисты сборной Бразилии занимаются в зале. 14 октября между «Флоридсдорфом» и «Зиммерингом» в Винер Штадтхалле состоялся пробный матч по особым правилам: поле было неограниченно, а головой играть запрещалось. Через месяц был проведён турнир между «Аустрией», «Зиммерингом» и «Ваккером», где разрешалось играть головой; также поле обрело границы, в том числе и за воротами.
Перед проведением большого турнира Аргауэру нужно было обсудить некоторые финансовые с Адольфом Эдером, директором Винер Штадтхалле. Сначала Эдер запросил 90 000 тысяч шиллингов за аренду зала на три дня — «Аустрия», «Рапид», «Винер АК» и «Зиммеринг» должны были заплатить по 15 тысяч шиллингов (около 1090 евро) каждая, но все клубы, кроме «Зиммеринга», отказались платить. Тогда Аргауэр убедил Адольфа Эдера предоставить зал бесплатно и выплатить клубам 33 % прибыли, взамен став техническим руководителем турнира. 5 февраля 1959 года состоялся первый матч в рамках турнира Винер Штадтхалле. Этот турнир выиграла «Аустрия», которая победила во всех трёх встречах.
Аргауэр был руководителем турнира более 40 лет. Йозеф до самой смерти награждал победителей турнира трофеем. Его место на турнире было всегда «в центре событий у края поля».

## Смерть
Из-за травмы, полученной во время Второй мировой войны, Йозеф Аргауэр страдал тугоподвижностью ноги, а также не имел трёх пальцев на левой руке. За несколько лет до смерти ему шунтировали сердце. Аргауэр умер вечером 10 октября 2004 года в санатории Либхартсталь в 16-м районе Вены Оттакринг в 20:30 по центральноевропейскому летнему времени. Похоронен на кладбище Герстоф в Веринге, 18-м районе Вены.